# Veleslalom
Veleslalom je alpska smučarska disciplina.
Veleslalom je osnovna smučarska disciplina, ki je sestavljena iz tehničnih zavojev pri relativno visoki hitrosti. Sodi med tehnične discipline. Višinska razlika med startom in ciljem pri moških znaša 250 do 400 metrov, pri ženskah 250 do 350 metrov. Vratc je pri moških 56 do 70, pri ženskah 48 do 56. Veleslalomska vratca morajo biti široka 4–8 metrov. Razdalja med najbližjima količkoma dvojih zaporednih vratc ne sme biti manjša od 10 metrov. 

Smuči so pri moških dolge vsaj 185, pri ženskah 175 cm, čelada je obvezna.
Slovenci so na veleslalomih dosegli 13 zmag, dosegli so jih Mateja Svet, Tina Maze, Boris Strel in Špela Pretnar. V veleslalomu je prvo slovensko medaljo na zimskih Olimpijskih igrah 1984 osvojil Jure Franko. Dve medalji – srebrno in bronasto – je na svetovnih prvenstvih dobila Mateja Svet.